# Robert (adellijk huis)
Robert was een Zuid-Nederlands en Belgisch adellijk huis, gekend als Robert de Saint-Symphorien en Robert de Robersart.

## Geschiedenis
- De eerste attestatie van adel werd gedaan in 1704 door de wapenheraut van Brabant ten gunste van Marie de Decker, weduwe van Charles Robert, en hun beider kinderen.
- In 1747 werd door koning Lodewijk XV de heerlijkheid van Saint-Symphorien verheven tot baronie, ten gunste van Charles Robert.
- In 1778 werd de titel graaf toegekend door keizerin Maria Theresia aan Simon Robert.

De genealogie was als volgt:
- Jérôme Robert (1666-1758), heer van Choisy en Saint-Symphorien en raadsheer in het Soevereine Hof in Bergen, x Marie-Barbe de Broide (1675-1749). Zij was de dochter van Louis-Joseph de Broide, die in 1760 het kasteel van Robersart in Wambrechies restaureerde en bewoonde.
  - Charles Robert (1703-1758), baron van Saint-Symphorien, x Marie-Louise de Saint-Genois.
    - François Robert (1752-1808), baron van Saint-Symphorien, luitenant in Franse dienst en prevoost van Chimay, x Charlotte Gaillard de Fassignies (1759-1835).
      - Emmanuel Robert de Saint-Symphorien (zie hierna).

  - Simon Robert (1707-1778), x Marie-Jeanne Robert (°1709).
    - Simon Robert (1741-1810), graaf van Robersart, x Marie du Sart (1746-1845).
      - Henriette Robert de Robertsart (1774-1856), x Auguste de Leuze (1769-1855).
      - Constant Robert de Robersart (zie hierna).

  - Léger Robert (1714-1789), heer van Grand-Morpas, x Marie-Angélique de Saint-Genois.
    - Marie Robert de Choisy (1737-1808), x Jerôme-François de Kerchove (1743-1818), heer van Ter Elst.

## Emmanuel Robert de Saint-Symphorien
Philippe Henri Emmanuel Robert de Saint-Symphorien (Chimay, 8 februari 1790 - Baudour, 25 december 1876) was gemeenteraadslid van Bergen en burgemeester van Baudour. In 1845 werd hij erkend in de erfelijke adel met de titel baron, overdraagbaar bij eerstgeboorte. Hij trouwde in 1812 in Bergen met Charlotte du Corron (1791-1859). Ze kregen een zoon en twee dochters.
- Charles Robert de Saint-Symphorien (1818-1904) was burgemeester van Saint-Symphorien. Hij trouwde in 1844 met Isabelle Duvivier (1823-1916), dochter van luitenant-generaal Duvivier. Ze kregen een zoon en een dochter, zonder verdere afstammelingen.

## Constant Robert de Robersart
Alexis Joseph Constant Robert de Robersart (Bergen, 15 juni 1776 - 4 juli 1860) werd benoemd tot lid van de Ridderschap van de provincie Henegouwen en gekozen tot lid van de Provinciale Staten van deze provincie. In 1820 werd hij onder het Verenigd Koninkrijk der Nederlanden erkend in de erfelijke adel met de titel graaf, overdraagbaar bij eerstgeboorte. Hij trouwde in 1820 met markiezin Christiane de La Coste (1799-1859). Ze kregen vier kinderen, maar geen verdere afstammelingen.
- Albert Robert de Robersart (1823-1900), ambassaderaad en burgemeester van Nouvelles, trouwde in 1852 in Parijs met Fanny de Choiseul-Praslin (1830-1897), dochter van de hertog van Praslin. Het huwelijk bleef kinderloos.
- Juliette Robert de Robersart (1823-1900), overleed als laatste bewonend familielid van het kasteel van Wambrechies.
- Mathilde Robert de Robersart (1834-1916), trouwde in 1856 in Bergen met baron Oscar Pycke de Peteghem (1823-1903), burgemeester van Petegem-aan-de-Schelde en senator. Ze kregen vier zoons en een dochter, met afstammelingen tot heden.